# Bajkowce
Bajkowce (ukr. Байківці) – wieś w rejonie tarnopolskim obwodu tarnopolskiego. W II Rzeczypospolitej miejscowość znajdowała się w powiecie tarnopolskim województwa tarnopolskiego. Położona nad rzeką Hniezdeczna. Wieś liczy 1 296 mieszkańców.
Częścią Bajkowiec jest dawniej samodzielna wieś i gmina Rusianówka.

## Zabytki
- kościół, poświęcony w 1937[2].
- klasycystyczny dwór wybudowany na początku XIX w. przez Szeliskich.